# 常楽寺 (富山市)
常楽寺（じょうらくじ）は、富山県富山市婦中町千里にある高野山真言宗の寺院。山号は法界山（ほっかいさん）。本尊は大日如来 。

## 歴史
大宝2年（702年）の創建と伝え、仁寿2年（852年） 円仁が来訪して、寺号を常楽寺とし、二重塔を建立し、千体地蔵を安置したという。
室町時代末期 長尾景虎（上杉謙信）の兵乱で伽藍が焼失。しかし、宿坊であった末寺に避難した菩薩像が百姓の仁蔵に「我々を常楽寺に還してくれ」と夢告し、村を挙げて白布を敷き送って再建したと伝えられる。寛永年間（1624 - 1644年）、富山藩によって再興された。

## 文化財
重要文化財
- 木造聖観音菩薩立像 - 平安時代中期の作。大正15年（1926年）に重要文化財（当時の国宝）に指定。
- 木造十一面観音菩薩立像 - 平安時代中期の作。大正15年（1926年）に重要文化財（当時の国宝）に指定。

## 交通アクセス
- JR千里駅から車で5分